# ایت ملول
آیت ملول (به فرانسوی: Aït Melloul) یک منطقهٔ مسکونی در مراکش است که در Inezgane-Aït Melloul واقع شده‌است. ایت ملول ۴۰ کیلومتر مربع مساحت و ۱۷۱٬۸۴۷ نفر جمعیت دارد.